# Lhotka (Přerov)
Lhotka é uma comuna checa localizada na região de Olomouc, distrito de Přerov.